# М2 (телевизия)
М2 е бивш български музикален телевизионен канал. Каналът е създаден през 2003 г. като дъщерен канал на ММ. Телевизията се профилира със 100% българска музика. През 2007 г. компанията Balkan Media Group Limited закупува Диема Вижън, ММ и М2. Тогава ММ става част от Диема Вижън, а М2 беше закрит.